# ハッラーン

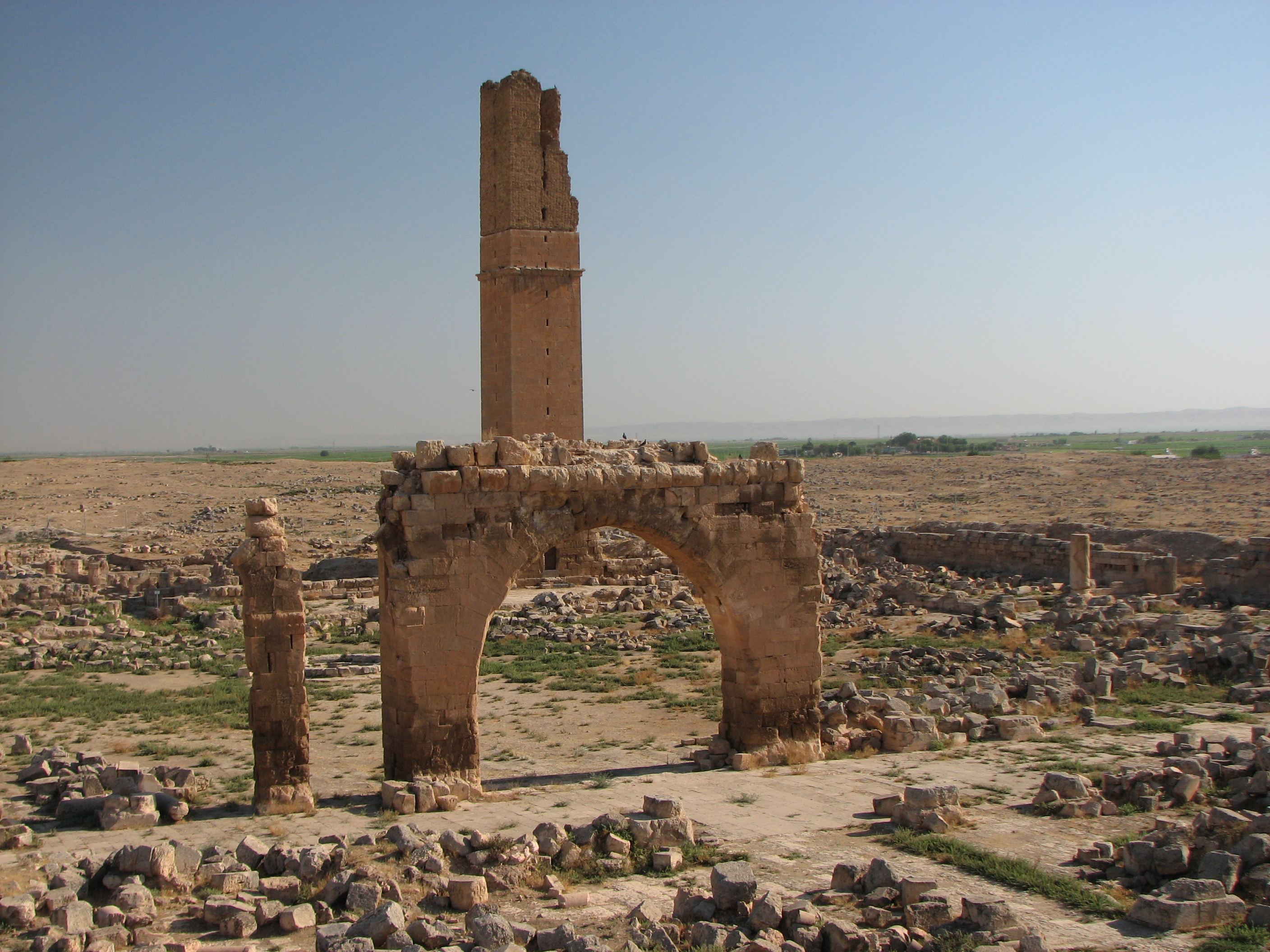
ハッラーンの廃墟

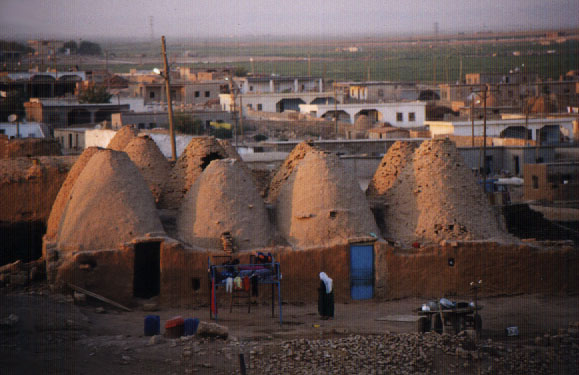
伝統的な泥レンガの家（ビーハイヴ beehive）、トルコのハッラーン付近の村

ハッラーンあるいはハラン（Harran）、別名カルラエ（Carrhae）は、古代シリア地方の北部にあった都市の名で、現在はトルコ南東部のシャンルウルファ県にあたる。

## 概要
古代メソポタミア北部およびシリア北部の商業・文化・政治・宗教の中心都市であった場所で、現在は非常に貴重な考古遺跡となっている。
また大プリニウスによればハランの特産品は Stobrum の木から採れる香りのよい粘液（サンダラック樹脂）であったとされる（博物誌 xii. 40）。ハランの街はメソポタミア神話の月の神シンの祭儀の中心であり、バビロニア時代のみならず古代ローマ時代までその崇拝は続いた。
ハランはローマ時代には「カルラエ」と呼ばれたが、その遺跡はこの地方に今も残る。ハッラーンの街はローマ時代からサービア教徒の時代、イスラム教や十字軍の時代まで存続し、イスラム世界の学問の中心としても栄えたが、モンゴル帝国の襲来で廃墟と化し、以後再建されることはなかった。その遺跡はT.E.ロレンスが調査し、イギリスとトルコによる共同発掘調査が1951年から1956年まで続いた。

## 歴史

### 古代のハラン

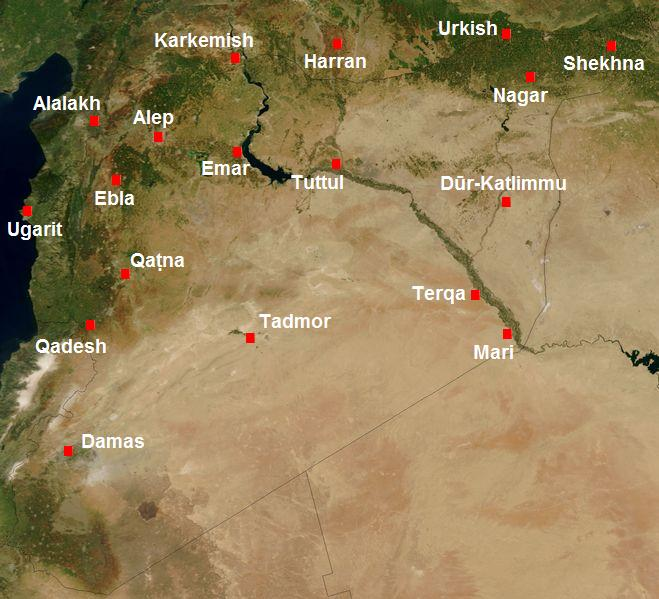
古代オリエント・シリア地方の地図

ハッラーンはトルコとシリアの国境に近く、古代にはエデッサの名で知られたシャンルウルファ（ウルファ）の街から南東へ44kmほどの位置にある。シャンルウルファからハッラーンまでの道は、トルコ南東部の農業の中心である灼熱のハッラーン平原をまっすぐ伸びている。
古代メソポタミア文明の都市としての最盛期には、ハランは南のダマスカスからの道と、ニネヴェとカルケミシュを結ぶ道が交わる地点にあり、古代オリエントにおいては戦略的に非常に重要な地であった。なおかつ、ハランやエデッサはユーフラテス川やその支流バリフ川の上流の平原にあり、土壌は肥沃で雨量もメソポタミア南部より多く、農耕が早くから行われた地であった。
旧約聖書創世記12章にはエホバからカナンの地へ行くよう命じられたイスラエルの始祖アブラム(後のアブラハム)がしばらく住み着き、彼の父テラはここで死んだがその後アブラハムの一家はハランを出立してカナンに向かった。このことから正しい信仰まで半道を進みながら途中でとどまる信者を「ハラン信者」と呼ぶことがある。
アッシリアの粘土板文書において、ハランは「ハラヌ」（Harranu、アッカド語で道路・通り道・旅を意味する「harrānu」より）の名で、紀元前1100年ごろのティグラト・ピレセル1世の時代以来頻繁に現れている。ヒッタイトのシュッピルリウマ1世は、ハラン付近を支配していたフルリ人のミタンニ王国を破り、ミタンニの王にシャッティワザを擁立して条約を交わしたが、シュッピルリウマ1世の息子でカルケミシュの副王ピヤシリはミタンニ征服の途上でハランを焼き払った。
ハランは紀元前763年にも略奪されたが、新アッシリアの帝王サルゴン2世により復興された。
紀元前612年にアッシリアのシン・シャル・イシュクンは、新バビロニアとメディアに敗れて首都ニネヴェが奪われ（ニネヴェの戦い）、アッシリアの亡命政権の首都はハランに移された。紀元前608年にアッシリアはハランでも敗れ、滅亡した（ハッラーン陥落）。紀元前605年にアッシリアと同盟を結んでいた、古代エジプトのネコ2世が新バビロニアと戦った（カルケミシュの戦い）。
ハランにあり古くからの崇敬を集めていた月神シンの神殿は、新アッシリアのアッシュールバニパルや新バビロニアのナボニドゥスなどにより何度も再建された。ローマ時代のシリアの歴史家ヘロディアヌス（紀元170年 - 紀元240年頃）もハランにあった月の神殿について言及している。
ユダ王国のヒゼキヤ王と同じ時代、ハランはアッシリアに対し反乱を起こし、アッシリアに再征服される。ハランに与えられていた特権の多くは奪われたが、サルゴン2世が後に回復した。

### メディア、ペルシャ、ギリシャ、ローマ
新アッシリアが崩壊に向かう最中、ハランはその最後の王アッシュール・ウバリト2世の本拠となったが、紀元前609年に新バビロニアの王ナボポラッサルの軍勢に包囲され征服された。その後はハランはメディア王国の一部となり、さらにアケメネス朝ペルシャが引き継いだ。その支配は紀元前331年、マケドニア王国のアレクサンドロス大王の軍勢による征服と入城まで続いた。
紀元前323年6月11日にアレクサンドロスが没すると、ハランはその後継者たち（ディアドコイ）の争奪に巻き込まれる。ペルディッカス、アンティゴノス、カルディアのエウメネスらがハランを相次ぎ支配したが、最終的にはセレウコス1世ニカトールの支配下になりセレウコス朝のオスロエネ地方（旧名のウルハイ Urhai からギリシャ語化された）の首都となった。その後1世紀半にわたりハランは繁栄を謳歌した。

### オスロエネ王国
パルティアがバビロニア地方を征服した頃には独立状態になった。ハランやエデッサはペルシャのパルティアとシリアのセレウコス朝との緩衝国となり、アラブ人のアブガル朝）がパルティアのシャーの臣下となってオスロエネ王国（紀元前132年 - 244年）を3世紀以上にわたり治めた。
ハランは、ローマにはラテン語で「カルラエ」（Carrhae）の名で知られていた。ローマ共和国とパルティアの間で行われたカルラエの戦い（紀元前53年）の古戦場でもある。この戦いではスレナスに率いられたパルティア軍がクラッスス率いるローマ軍を大敗させ、クラッススは捕まり殺されている。217年、カラカラ帝はエデッサからパルティアとの戦いに赴く途上、この付近で近衛軍団長マクリヌスに殺された。ガレリウス帝は296年、パルティアを滅ぼしたサーサーン朝の軍勢にこの付近で敗北している。
ハランはオスロエネ王国のもとで非常に早い時期からキリスト教を受容しその中心地のひとつとなった。最初から教会にする目的で公開的に建設された最初の教会堂もハランにあった。ハランには司教も住んでいたが、ハラン市民の大部分は古代からの月神や星辰への信仰を続けた。

### ローマ帝国
オスロエネ王国はローマの属国となり半独立を維持したが244年にローマ帝国に吸収された。

### サーサーン朝
ハランの地は勃興するサーサーン朝に飲み込まれその支配下にあった。

### イスラム時代のハッラーン
651年にアラブ人がサーサーン朝を滅ぼしイスラム帝国を打ち立てた。イスラム教の時代の初期、ハッラーン（ハラン）やアル＝ルファ（エデッサ）、アル＝ラッカーなどを主要都市とする北メソポタミア（ジャズィーラ地方）西部にはアラブ人のうちムダル部族が住み、ディヤルムダル（Diyar Mudar）と呼ばれるようになる。
ウマイヤ朝の最後のカリフ・マルワーン2世の時代にはハッラーンはスペインから中央アジアまでの大帝国を治めるカリフの座所となった。

### サービア教徒のハラン
月神や星辰を崇拝していた人々は9世紀以後、アッバース朝の支配下で啓典の民の一つ「サービア教徒」を名乗り、ハッラーンを中心に独自の信仰を育んでゆく。ハッラーンの住民が「サービア教徒」を名乗るきっかけとして、830年の出来事が挙げられる。この年、アッバース朝のカリフ・アル＝マアムーンが東ローマ帝国への遠征の途中にハッラーンを通過したが、ハッラーンの住民が異教を信じていることに驚き、ユダヤ教・キリスト教・イスラム教など同じ啓典を信じる「啓典の民」への改宗を命じた。ハッラーンの住民はアッバース朝支配下で生きるため、クルアーンに言及される啓典の民の一つであるサービア教徒であると自称した。イラク南部にあったグノーシス主義のサービア教は当時すでに衰退しておりその実態はほとんど知られていなかったことが好都合な点であった。ハッラーンの自称サービア教徒と、クルアーンに言及されたサービア教徒との関係は、以後論争の的となる。
8世紀末から9世紀にかけ、ハッラーンでは古代ギリシャ語の天文学・哲学・自然科学・医学の文献をアッシリア人がシリア語に訳し、さらにアラビア語に翻訳していた。バグダードが翻訳および学問の中心となるまでの間、ハッラーンが古代地中海世界の知識をアラブ世界へと導入する学問の中心地となった。自然科学や医学における重要な学者がハッラーン出身の非アラブ人・非ムスリムの人々（サービア教徒やアッシリア人など）から多く輩出されたが、重要な化学者であるジャービル・イブン＝ハイヤーン（ゲーベル）がハッラーンで学んだという説もある。
1032年または1033年、農村部の餓えたシーア派住民や都市部の貧民によるムスリム民兵組織が蜂起して大都市ハッラーンを襲い、サービア教の神殿やサービア教徒のコミュニティを破壊し、以後サービア教徒は離散し消滅した。1059年から1060年にかけ、神殿は西ジャズィーラ（ディヤルムダル）地方で勢力を増していたアラブ人王朝（Numayrids）により要塞化された王宮として再建され、ザンギー朝のヌールッディーンはこれを強固な要塞へと変えた。

### 十字軍の襲来
11世紀末には十字軍が中東に襲来した。ハッラーンを制圧した十字軍（エデッサ伯国のボードゥアン2世とジョスラン1世）とムスリム勢力（モースルのジェケルミシュやマルディンのソクマンなどセルジューク朝系の領主たち）の間で、1104年5月7日に「ハッラーンの戦い」と呼ばれる決戦がバリフ川の谷間において起きた。この戦いは、アルメニア人の年代記作者エデッサのマチューによればこの戦場はハッラーンから2日かかる場所であったとされる。アーヘンのアルベルトや、シャルトルのフーシェといった年代記作者たちはバリフ川とユーフラテス川が合流するラッカの対岸にある平野としている。この戦いで、十字軍側は敗れエデッサ伯ボードゥアン2世はセルジューク朝の兵士の捕虜となった（釈放された後はエルサレム王国の国王となった）。

### アイユーブ朝

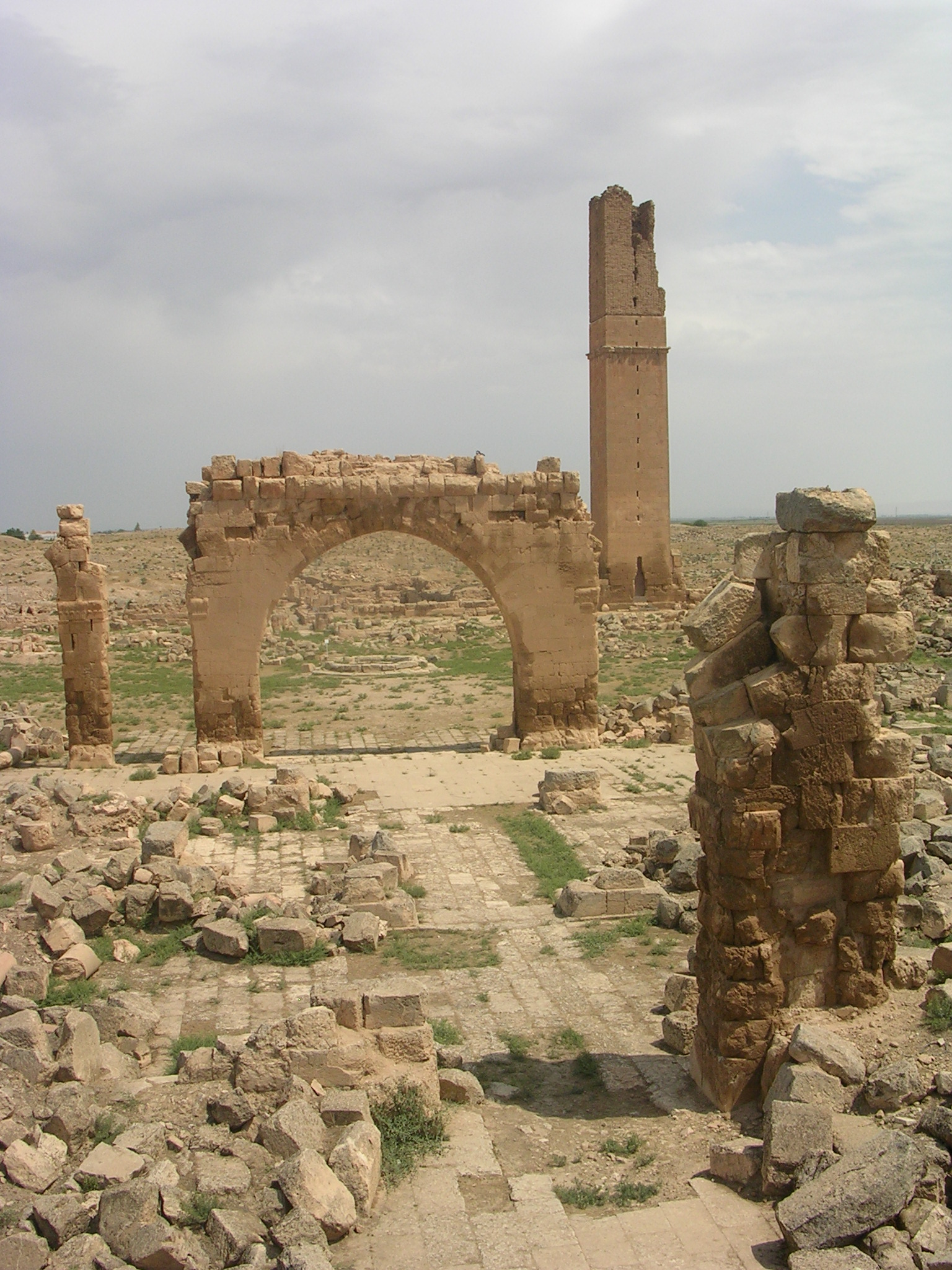
アイユーブ朝時代のハッラーン大学の廃墟

12世紀の終わり頃、ハッラーンとラッカはともにアイユーブ朝の王子たちが置かれた。アイユーブ朝のジャズィーラ地方の支配者だったアル＝アーディルはハッラーンの城塞を強化した。

### モンゴルの襲来
しかし1250年代に入り、モンゴル帝国の襲来（フレグの西征）でジャズィーラの諸都市はことごとく破壊された。大都市だったハッラーンも完全に破壊され、以後再建されることなく放棄され現在に至っている。スンニ派のハンバル学派の高名な学者イブン・タイミーヤの父はハッラーンからの難民でダマスカスに移住していた。13世紀のアラブの歴史家アブ・アル＝フィダ（アブー・アル＝ファイド、1331年没）はハッラーンを廃墟と記している。

## 現在のハッラーン

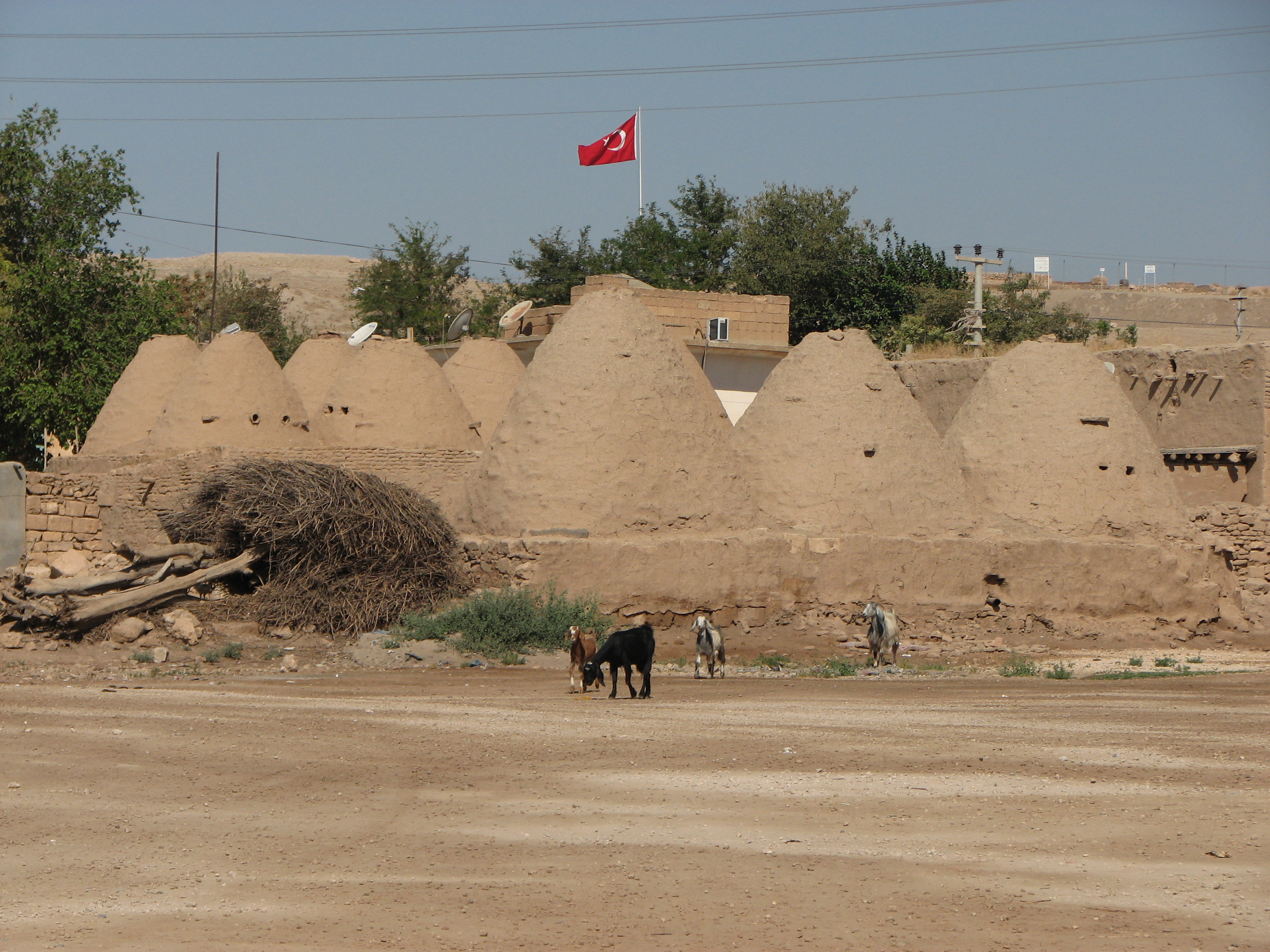
ハッラーンのビーハイヴ・ハウス

現在のハッラーン地方は、日干しレンガで造られ木材を一切使わない、伝統的なドーム屋根の「ビーハイブ・ハウス」（蜂の巣箱状住宅）で有名である。この形状は中が涼しく、灼熱のこの地でも快適に過ごせるようになっており、この3000年以上基本的な設計は変わっていないとみられる。1980年代までは一般の居住用にも使われていたが、現在残っているこの型の住宅は観光客のための展示用であり、ハッラーンの住民のほとんどは遺跡から2km離れた新しい村に移っている。
現在は遺跡となっている古代都市ハッラーンでは、市の城壁や要塞が今も形をとどめており、市の城門のうちの一つは今も建っている。また中世に栄えた大学は、アイユーブ朝時代の建築の一部が残っている。近傍にある紀元前4世紀の墳墓も発掘がすすめられている。
ハッラーンの新しい村はトルコの中でも貧困な地方にある寒村で、ハッラーン平原での生活は夏の高温のため過酷である。住民の多くはアラブ系で、伝統的な様式に従い暮らしており、遺跡の観光客に近寄って商売やガイドなども行っている。この地のアラブ人は、18世紀にオスマン帝国により移住させられてやってきたとされている。
ハッラーン平原を流れていたバリフ川水系の支流群が1980年代末に涸れて以降、平原の多くの個所で農耕が放棄された。しかしトルコ政府がチグリス・ユーフラテス上流で計画する灌漑計画「南東アナトリア計画」により灌漑工事が行われ、再度緑を取り戻しつつある。綿花やコメの栽培も再開されている。

## 旧約聖書のハラン
ハランは旧約聖書で、アブラハムがカナンの地に移る前に住んだ場所ともされている。地中海沿いにある都市国家ティールの交易相手の中には、シリアやパレスチナの諸都市とともにハランの名も見られる（エゼキエル書27章23節）。
創世記11章31節、12章4-5節では、テラが息子アブラハム、孫のロト（ハランの息子）、アブラハムの妻サライとともに、カルデアのウルからカナンの地に向かう途中にハラン（Haran、Harran、Charan、Charran ; ヘブライ語では חָרָן）に至り、そこにとどまった。テラはハランで没し、アブラハムは75歳の時にハランを出てカナンに向かった。学者たちは聖書のハランを現在のハッラーンと同定している。同じく創世記27章43節では、ハランにはラバンが住み、その妹リベカはイサクと結婚した。後に、イサクの双子の息子エサウとヤコブは対立し、ヤコブはカナンを出てハランに住むラバンのもとへ逃げ、ラバンのところで働き20年を過ごす（創世記31章38-41節）。
テラの息子でロトの父ハランは地名のハランと間違われやすいが、両者はヘブライ語での綴りが違う（הָרָן）。イスラム教では、人名のハーラーン（ハラン）は地名のハッラーンと結び付けられている。